# 張顧實
張顧實（？年—？年），潼川府遂寧縣人，由拔貢，乾隆五十九年署四川順慶府岳池縣訓導。是一位政治人物，明清時曾在四川順慶府岳池縣（位於今四川東北部，武周萬歲通天二年分南充、相如二縣置，是一個千年古縣）擔任官吏。